# Gnolus
Genre
Gnolus est un genre d'araignées aranéomorphes de la famille des Araneidae.

## Distribution
Les espèces de ce genre se rencontrent au Chili et en Argentine.

## Liste des espèces
Selon World Spider Catalog (version 17.5, 18/11/2016) :
- Gnolus angulifrons Simon, 1896
- Gnolus blinkeni Platnick & Shadab, 1993
- Gnolus cordiformis (Nicolet, 1849)
- Gnolus limbatus (Nicolet, 1849)
- Gnolus spiculator (Nicolet, 1849)
- Gnolus zonulatus Tullgren, 1902

## Publication originale
- Simon, 1879 : Note sur les Epeiridae de la sous-famille des Arcyinae. Annales de la Société Entomologie de Belgique, vol. 22, p. 55-61 (texte intégral).